# Cantone di Saint-Calais
Il Cantone di Saint-Calais è una divisione amministrativa dell'arrondissement di Mamers.
A seguito della riforma complessiva dei cantoni del 2014 è passato da 14 a 37 comuni.

## Composizione
Prima della riforma del 2014 comprendeva i comuni di:
- Bessé-sur-Braye
- La Chapelle-Huon
- Cogners
- Conflans-sur-Anille
- Écorpain
- Évaillé
- Marolles-lès-Saint-Calais
- Montaillé
- Rahay
- Saint-Calais
- Sainte-Cérotte
- Sainte-Osmane
- Saint-Gervais-de-Vic
- Vancé

Dal 2015 comprende i comuni di:
- Berfay
- Bessé-sur-Braye
- Bouloire
- Champrond
- La Chapelle-Huon
- Cogners
- Conflans-sur-Anille
- Coudrecieux
- Courgenard
- Dollon
- Écorpain
- Évaillé
- Gréez-sur-Roc
- Lamnay
- Lavaré
- Maisoncelles
- Marolles-lès-Saint-Calais
- Melleray
- Montaillé
- Montmirail
- Rahay
- Saint-Calais
- Saint-Gervais-de-Vic
- Saint-Jean-des-Échelles
- Saint-Maixent
- Saint-Mars-de-Locquenay
- Saint-Michel-de-Chavaignes
- Saint-Ulphace
- Sainte-Cérotte
- Sainte-Osmane
- Semur-en-Vallon
- Thorigné-sur-Dué
- Tresson
- Valennes
- Vancé
- Vibraye
- Volnay